# Bassari (Volk)

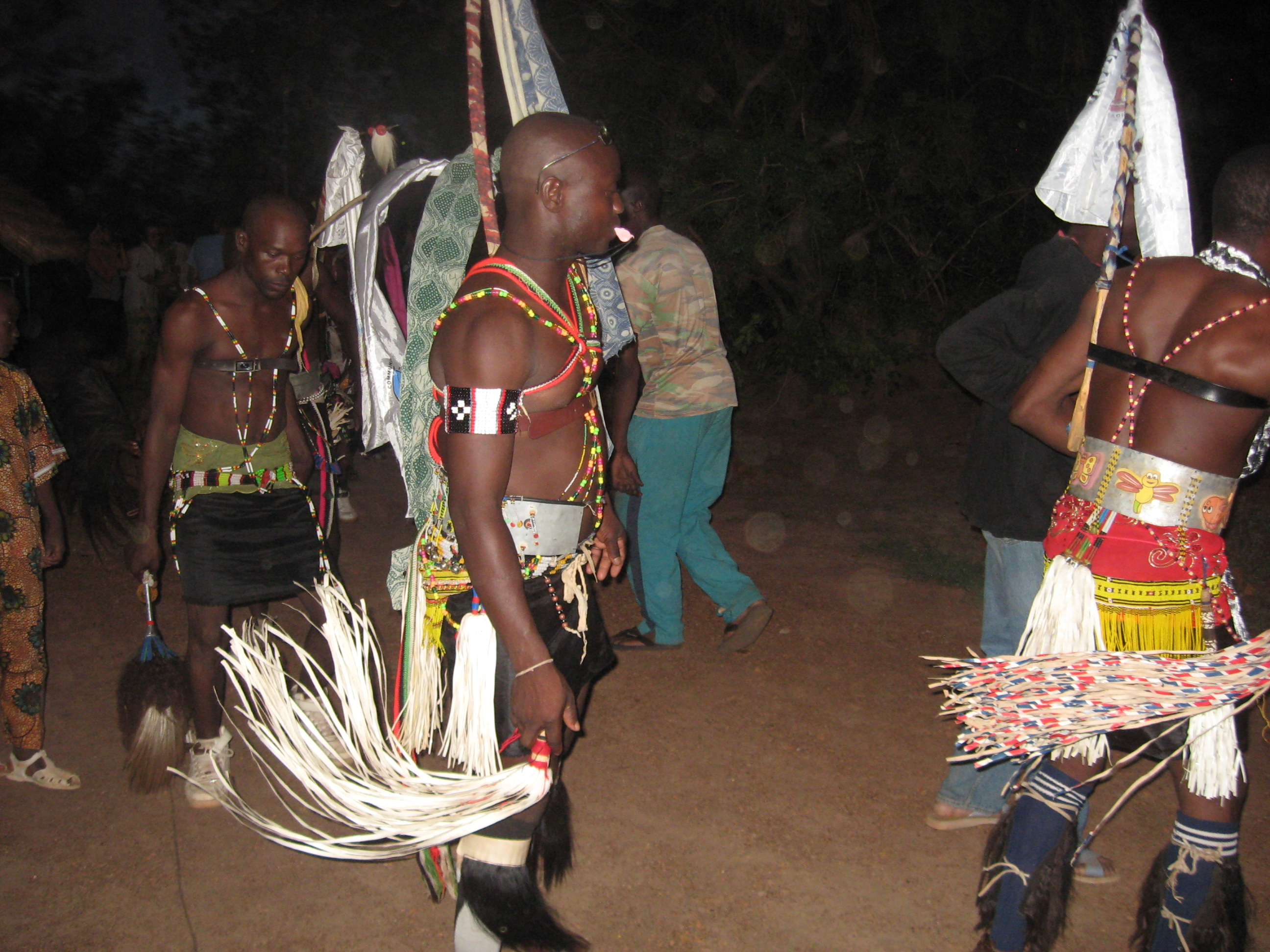
Tänzer aus dem Volk der Bassari

Die Bassari sind ein kleines afrikanisches Volk, ansässig im Südosten des westafrikanischen Staats Senegal. Ihre südlich des Nationalpark Niokolo-Koba gelegenen Wohngebiete werden auch als Bassari-Berge bzw. als Bassari-Land bezeichnet. Teilweise leben Mitglieder des Volkes, das eins der ältesten in Senegal ist, auch im Norden Guineas und Guinea-Bissaus.
Die Anzahl der Angehörigen, die hauptsächlich Ackerbauern sind, liegt zwischen 10.000 und 30.000 (nach anderer Quelle nur 2500). Sie haben eine eigene Sprache, die zu der Tenda-Sprachfamilie gehört. Die Bassari haben sich während der Religionskriege ins hügelige Bassari-Land, dem Vorland des Fouta-Djallon-Massiv zurückgezogen und sich damit ihre Ursprünglichkeit bewahrt.
Ihre Lebensweise ist von der traditionellen Religion geprägt. Dies ist mit ein Grund, warum Angehörige anderer Völker in Senegal sie eher herablassend behandeln und die Bassari als rückständige Wilde ansehen. Ihre rund 30 Dörfer liegen meist hoch oben auf Hügeln, von denen aus sie in früheren Zeiten besser verteidigt werden konnten. Ihre urtümlichen strohgedeckten Hütten und ihre bunte Festkleidung sind ein beliebtes Motiv für Ansichtskarten und Bildbände.
Mit dem Eintrag "Bassari County: Bassari, Bedik and Fula Cultural Landscapes" wurde 2012 eine von den Bassari traditionell besiedelte Kulturlandschaft in die Liste des UNESCO-Welterbes aufgenommen.